# 格魯岩
格魯岩（英語：Groux Rock）是南極洲的岩石，位於瑪麗伯德地，處於瓊山東北面9公里，屬於菲利普斯山脈的一部分，在1929年12月由美國探險隊發現，現時由南極條約體系管理。